# یک جنگ
«یک جنگ» (انگلیسی: A War) فیلمی دانمارکی است که در سال ۲۰۱۵ منتشر شد. موضوع این فیلم دربارهٔ جنگ در افغانستان است.